# Parry O'Brien
William Patrick O' Brien, známý jako „Parry“ O' Brien (28. ledna 1932 Santa Monica, Kalifornie – 21. dubna 2007 Santa Clarita, Kalifornie) byl americký atlet, reprezentant ve vrhu koulí. Získal zlaté olympijské medaile na 15. letních olympijských hrách 1952 v Helsinkách a na 16. LOH 1956 v Melbourne, byl stříbrný na 17. LOH 1960 v Římě. Na své poslední, čtvrté olympiádě r. 1964 v Tokiu obsadil 4. místo. Byl tvůrcem nového, účinnějšího stylu ve vrhu koulí a během své kariéry překonal 17 světových rekordů mezi 18 m a 19,28 m.

## Životopis
Na střední škole v Santa Monice byl O' Brien členem úspěšného školního týmu v americkém fotbale, který zvítězil v mistrovství Kalifornie školních družstev. Během svých experimentů s technikou vrhu koulí se začal zaměřovat také na jogistická cvičení, v nichž viděl dobrou psychickou průpravu pro sport.

### Nová vrhačská technika
Na Univerzitě Jižní Kalifornie začal r. 1951 hledat novou techniku vrhu koule, která by zvýšila její rychlost a tím i vzdálenost dopadu. Doposud vrhači házeli s otočkou 90°, ale O' Brien začal vrh otočen směru pohybu koule zády, takže otočku zvýšil na 180°. Tím se lépe využilo svalů dolních končetin a zádových svalů. Tento tzv. O' Brienův sun zvětšil dráhu odhodu a současně i dráhu letu koule.

### Sportovní vrcholy
Nový styl umožnil O' Brienovi nejenom získat zlaté olympijské medaile 1952 a 1956, ale v letech 1953–1959 byl stálým držitelem světového rekordu. Vítězstvím na své druhé olympiádě v Melbourne se stal po Ralphu Rosemu druhým koulařem, který zvítězil dvakrát po sobě. Na olympiádě v Tokiu se mu dostalo pocty vlajkonoše výpravy USA. Během své kariéry získal 18 národních mistrovských titulů v šampionátech AAU (Amatérská atletická unie), z toho 17 ve vrhu koulí a 1 titul v hodu diskem.
O' Brien se stal také dvakrát vítězem Panamerických her, a to r. 1955 v Mexiku a 1959 v Chicagu.

### Ocenění
Roku 1974 byl Parry O' Brien uveden do Lehkoatletické Síně slávy USA, r. 1984 do Olympijské Síně slávy USA a r. 1994 do Sportovní Síně slávy USA. 21. dubna 2007 podlehl přímo v bazénu O' Brien infarktu při plaveckých závodech veteránů v Santa Claritě .

## Světové rekordy
- 18,00 m – 9. května 1953 – Fresno
- 18,04 m – 5. června 1953 – Compton
- 18,23 m – 24. dubna 1954 – Des Moines
- 18,42 m – 8. května 1954 – Los Angeles
- 18,43 m – 21. května 1954 – Los Angeles
- 18,43 m – 11. června 1954 – Los Angeles
- 18,44 m – 11. června 1954 – Los Angeles
- 18,54 m – 11. června 1954 – Los Angeles
- 18,62 m – 5. května 1956 – Salt Lake City
- 18,69 m – 15. června 1956 – Los Angeles
- 18,70 m – 18. srpna 1956 – Pasadena
- 18,97 m – 3. září 1956 – Eugene
- 19,06 m – 3. září 1956 – Eugene
- 19,10 m – 1. listopadu 1956 – Los Angeles
- 19,25 m – 1. října 1956 – Los Angeles
- 19,30 m – 1. srpna 1959 – Albuquerque

## Parry O' Brien na olympijských hrách

### Helsinky 1952
Soutěže ve vrhu koulí se účastnilo 20 závodníků ze 14 zemí. Finále se účastnil mj. i československý reprezentant Jiří Skobla, který skončil na 8. místě. Zvítězil Parry O' Brien v novém olympijském rekordu 17,41 m před svými krajany C. D. Hooperem a Jamesem Fuchsem.

### Melbourne 1956
Startovalo 14 závodníků z 10 zemí. Kvalifikace i finále se konalo 28. listopadu. O' Brien celkem šestkrát překonal svůj dodsavadní OR, Parry O' Brien zvítězil v olympijském rekordu 18,57 m, druhý skončil Američan Bill Nieder, třetí byl československý koulař Jiří Skobla (17,65 m). První čtyři závodníci překonali hodnotu olympijského rekordu z Helsink.

### Řím 1960
V soutěži obeslané 24 koulaři ze 16 zemí oplatil William Nieder Parymu O' Brienovi porážku z Melbourne. Zvítězil výkonem 19,68 m a převzal od O' Briena (19,11 m) i olympijský rekord. Třetí skončil další Američan Dallas Long. Jiří Skobla v Římě skončil devátý, Jaroslav Plíhal desátý.

### Tokio 1964
22 závodníků z 13 zemí přijelo vrhat kouli do Tokia. Závod se konal 17. října. Zvítězil Dallas Long, který zlepšil olympijský rekord na 20,33 m, druhý byl slavný Randy Matson z USA, třetí Maďar Vilmos Varjú, čtvrtý pak Parry O' Brien. Naši koulaři do Tokia nejeli.